# Martin David Holley
Martin David Holley (Pensacola, 31 dicembre 1954) è un vescovo cattolico statunitense, dal 24 ottobre 2018 vescovo emerito di Memphis.

## Biografia
Martin David Holley è nato a Pensacola, in Florida, il 31 dicembre 1954.

### Formazione e ministero sacerdotale
Nel 1973 si è diplomato alla Tate High School di Cantonment. Nel 1975 ha conseguito un Associate of Arts in studi generali al Faulkner State Junior College di Bay Minette, Alabama. Nel 1977 ha ottenuto un Bachelor of Science in amministrazione presso l'Università statale dell'Alabama di Montgomery. Quando era studente giocava a pallacanestro ed era attivo nelle organizzazioni studentesche. Ha lavorato per diversi anni nella sezione amministrativa della cancelleria della diocesi di Pensacola-Tallahassee.
Sentendosi chiamato al sacerdozio ha intrapreso degli studi post laurea presso il Theological College dell'Università Cattolica d'America a Washington e al seminario "San Vincenzo de' Paoli" di Boynton Beach che ha concluso con un Master of Divinity.
L'8 maggio 1987 è stato ordinato presbitero per la diocesi di Pensacola-Tallahassee nella cattedrale del Sacro Cuore a Pensacola. In seguito è stato vicario parrocchiale della parrocchia di Santa Maria a Fort Walton Beach dal 1987 al 1991, membro del consiglio presbiterale dal 1988 al 1991, avvocato del tribunale ecclesiastico diocesano dal 1989 al 2004, direttore del Dipartimento diocesano per le questioni etiche dal 1990 al 1995, amministratore parrocchiale della parrocchia di Santa Maria a Fort Walton Beach dal 1991 al 1992, vicario parrocchiale della parrocchia di San Paolo a Pensacola dal 1992 al 2000, membro della commissione diocesana per l'educazione dal 1996 al 1998, direttore spirituale del Programma di formazione permanente dei diaconi dal 1997 al 2004, parroco della parrocchia del Piccolo Fiore a Pensacola, direttore aggiunto per le vocazioni dal 2000 al 2004 e presidente del consiglio presbiterale dal 2002 al 2004. È stato anche direttore spirituale del Serra Club della Florida occidentale e membro della conferenza congiunta del National Black Catholic Clergy Caucus.

### Ministero episcopale
Il 18 maggio 2004 papa Giovanni Paolo II lo ha nominato vescovo ausiliare di Washington e titolare di Rusubisir. Ha ricevuto l'ordinazione episcopale il 2 luglio successivo nella cattedrale di San Matteo a Washington dall'ex cardinale Theodore Edgar McCarrick, arcivescovo metropolita di Washington, co-consacranti il vescovo di Pensacola-Tallahassee John Huston Ricard e il vescovo ausiliare di Washington Leonard James Olivier. Come ausiliare è stato vicario episcopale per ministeri etnici non ispanici. È stato inoltre membro della Rete InterFaith di Washington, della Fondazione internazionale per il supporto alle persone sorde e degli Atleti cattolici per Cristo. Faceva parte del collegio dei consultori, del consiglio presbiterale, del comitato per la revisione dei seminaristi e del consiglio di amministrazione e di presidenza del collegio dei decani.
Nel gennaio del 2012 ha compiuto la visita ad limina.
Il 23 agosto 2016 papa Francesco lo ha nominato vescovo di Memphis. Ha preso possesso della diocesi il 19 ottobre successivo. Nel giro di pochi mesi ha trasferito circa il 75% dei parroci della diocesi, chiedendone prima le dimissioni e poi dando loro il titolo di amministratore parrocchiale piuttosto che quello di parroco per permettergli di trasferirli senza richiedere le loro dimissioni. Ha anche assegnato a un sacerdote canadese, monsignor Clement J. Machado, tre uffici diocesani: vicario generale, moderatore della curia e cancelliere vescovile. Monsignor Machado apparteneva alla Società della Madonna della Santissima Trinità e prima di assumere i nuovi incarichi aveva lasciato il suo ordine. Nel gennaio del 2018 la diocesi, citando come motivazione la mancanza di fondi, ha annunciato la chiusura di dieci scuole della rete delle Memphis Jubilee Catholic Schools, fondata nel 1999 per istruire i bambini provenienti da famiglie povere.
Le numerose lamentele sorte nel corso dei mesi sono giunte al nunzio apostolico Christophe Pierre e alla Segreteria di Stato della Santa Sede. Il 21 giugno 2018 la Santa Sede ha quindi deciso di inviare due visitatori apostolici: monsignor Wilton Daniel Gregory, arcivescovo di Atlanta ed esperto liturgista, e monsignor Bernard Anthony Hebda, arcivescovo di Saint Paul e Minneapolis e avvocato canonista. Il giorno successivo monsignor Halley ha scritto una lettera ai sacerdoti nella quale affermava che lo scopo della visita apostolica era di "aiutare la diocesi locale e migliorare la capacità della Chiesa di servire le persone" e ha chiesto di rispettarne la natura riservata. I visitatori si sono incontrati con diverse dozzine di sacerdoti. Don Machado ha lasciato i suoi incarichi diocesani poco dopo la fine della loro visita. Il vescovo ha quindi assegnato a un sacerdote diverso ciascuno dei tre uffici che monsignor Machado aveva ricoperto.
Il 24 ottobre 2018 papa Francesco lo ha sollevato dal governo pastorale della diocesi e ha nominato amministratore apostolico l'arcivescovo di Louisville Joseph Edward Kurtz. Il giorno seguente, monsignor Holley ha detto all'Agenzia di stampa cattolica che credeva di essere stato rimosso come "vendetta" per l'aver sconsigliato a papa Benedetto XVI la nomina a Segretario di Stato della Santa Sede del cardinale Donald William Wuerl, sotto il quale ha servito a lungo come vescovo ausiliare a Washington e oggi criticato per presunta cattiva gestione dei preti accusati di abusi sessuali ai tempi in cui era vescovo di Pittsburgh. Il direttore della Sala stampa della Santa Sede Greg Burke ha affermato che dietro la rimozione vi erano "problemi amministrativi".
In seno alla Conferenza dei vescovi cattolici degli Stati Uniti è stato membro della commissione per i laici, il matrimonio, la vita familiare e la gioventù; della commissione per le attività a favore della vita; della sottocommissione per gli affari ispanici e del comitato delle collette nazionali. Nel novembre del 2014 la Conferenza lo ha eletto per far parte del consiglio della rete di immigrazione legale cattolica.

## Genealogia episcopale
La genealogia episcopale è:
- Cardinale Scipione Rebiba
- Cardinale Giulio Antonio Santori
- Cardinale Girolamo Bernerio, O.P.
- Arcivescovo Galeazzo Sanvitale
- Cardinale Ludovico Ludovisi
- Cardinale Luigi Caetani
- Cardinale Ulderico Carpegna
- Cardinale Paluzzo Paluzzi Altieri degli Albertoni
- Papa Benedetto XIII
- Papa Benedetto XIV
- Papa Clemente XIII
- Cardinale Marcantonio Colonna
- Cardinale Giacinto Sigismondo Gerdil, B.
- Cardinale Giulio Maria della Somaglia
- Cardinale Carlo Odescalchi, S.I.
- Cardinale Costantino Patrizi Naro
- Cardinale Lucido Maria Parocchi
- Papa Pio X
- Papa Benedetto XV
- Papa Pio XII
- Cardinale Francis Joseph Spellman
- Cardinale Terence James Cooke
- Cardinale Theodore Edgar McCarrick
- Vescovo Martin David Holley